# Biblioteca Ánxel Casal
La  Biblioteca Ánxel Casal (Biblioteca Pública de Santiago "Ánxel Casal") es la biblioteca pública de la ciudad de Santiago de Compostela. Forma parte de la Red de Bibliotecas Públicas de Galicia y de la Red de las 53 Bibliotecas Públicas del Estado en España. Ubicada en un edificio de nueva construcción, y con una superficie de 5800 m²,,  a fecha de 2017 cuenta con más de 140 000 ejemplares en su colección (además de más de 1000 títulos de revistas), la mayoría en libre acceso y un total de 418 puestos de lectura.
Es una de las "bibliotecas nodales" de las 6 que se integran en la Red de Bibliotecas de Galicia.
El nombre de la biblioteca se debe a Ánxel Casal Gosenxe, antiguo alcalde de la ciudad y fundador de la Editorial Nós. Se establece a través de una orden del 8 de septiembre de 2008 de la Consejería de Cultura y Deporte

## Historia
La Biblioteca Pública de Santiago de Compostela nació por una Orden ministerial del 16 de junio de 1955 por la que se aceptaba la concesión gratuita, por parte de la "Caja de Ahorros y Monte de Piedad de Santiago de Compostela" el uso de la planta baja de la casa con los números 4 y 5 de la plaza de Salvador Parga, para instalar una biblioteca pública.
Esta biblioteca se inició con el material de la Sección Popular de la Biblioteca Universitaria, constituido por los fondos de la Biblioteca de la Real Sociedad Económica de Amigos del País, además de los suyos propios.
Las escasas posibilidades de expansión del edificio de la biblioteca obligaron a su traslado hacia una nueva sede, acordado en julio de 1995 con la firma de un convenio entre la Consejería de Cultura de la Junta de Galicia y el Ministerio de Cultura del Estado. 
En abril del 2001 se convocó un concurso para el proyecto de biblioteca, en un solar de 4.104 metros cuadrados donado por el Ayuntamiento. El proyecto ganador, obra de los arquitectos Andrés Perea Ortega y Roberto Medin, y con un presupuesto de 9,4 millones de euros, se terminó de construir en 2008, inaugurándose el 28 de marzo de 2008 con una inyección de fondos de la Junta de Galicia para la mejora de la equipación, así como para la compra de 100.000 nuevos volúmenes.
Desde su inauguración, la biblioteca no ha cesado de aumentar sus fondos, usuarios y servicios.

## Servicios

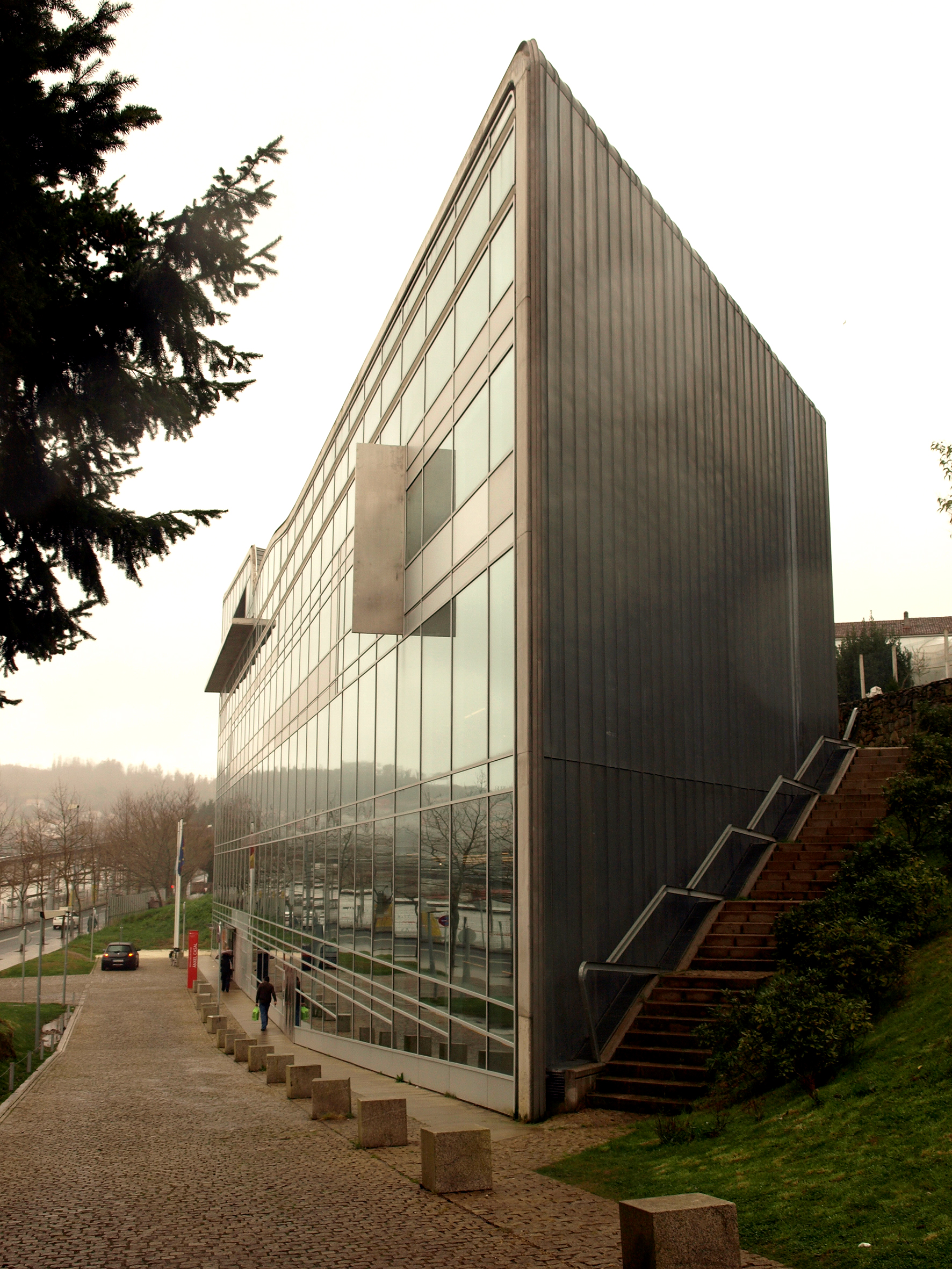
Fachada lateral del edificio

La biblioteca cuenta con una completa Hemeroteca, una comicteca, un fondo local con documentos relativos a Santiago de Compostela y al Camino de Santiago, una biblioteca infantil y una videoteca, además de una sala de lectura con 180 puestos y un salón de actos donde se realizan todo tipo de actividades
Entre los servicios que proporciona: 
- consulta en sala de todos los documentos (en cualquier soporte)
- préstamo (individual, colectivo e interbibliotecario) y autopréstamo
- préstamo de lectores de libros electrónicos y libros electrónicos, y ordenadores portátiles
- información y referencia
- formación de usuarios
- biblioteca accesible (para discapacitados)
- reserva de salas
- consulta de internet (54 puestos y Wi-Fi libre en toda la biblioteca)
- 16 OPACs web o Catálogo en línea
- reprografía, escanner,...[12]